# マキシミリアン・シャンドリ
マキシミリアン・シャンドリ（Maximillian Sciandri 、1967年2月15日 - ）は、イギリスイタリア出身の自転車プロロードレース選手。1989年プロデビュー。
90～91年カレラ、92～93年モトローラ、94～95年MG（94年GB-MG、95年MG-TECHNOGYM）、96年モトローラ、97～99年ラ・フランセーズ・デ・ジュ（La Francaise des Jeux）、2000年リンダ・マッカートニー。01～03年ランプレ（01～02年Lampre-Daikin、03年Lampre）、2004年はCSCとの契約が発表されていたが、引退。通算33勝。
スプリント力を生かしてステージレースで活躍した。現在はイギリスナショナルチームのコーチの傍ら、デヴィッド・ミラーの専属マネージャーも務める。

## 特徴
スプリンターにはマリオ・チポリーニのように区間優勝だけを狙って総合成績にはまったく絡まない選手が少なくない中、中程度の山岳もそつなくこなす登りの強さも持ち合わせており、「プチツール」と呼ばれる数ステージで争われるステージレースでも活躍した。95年には当時ワールドカップシリーズに指定されていたリーズ・インターナショナルクラシック等の1dayレースにも勝ち星を上げている。
彼の登りの強さが発揮されたのは95年のツール・ド・フランスで、中盤の山岳ステージでコロンビアのクライマーと逃げを決め、ゴール勝負でこれを下している。
一時UCI世界ランキングのトップ10に入るほどの強さを持っていたが、世界選手権では二重国籍のうちイギリスで走ることが殆どだった。これはレース中にイギリス選手と協調することを嫌ったイタリア車連の方針と、選手層の厚いイタリアよりもイギリスのほうが代表に選出されやすい両方の事情による。 彼自身は国籍についてツール・ド・フランスの区間優勝を納めた際に「ヨーロッパ人のシャンドリが勝ったと書いてほしい」と話している。

## 主な成績
- 1991年 ジロ・デ・イタリア区間1勝
- 1992年 ジロ・デ・イタリア区間1勝 ツール・ド・ロマンディー区間1勝 ツアー・オブ・ブリテン総合優勝
- 1993年 ツール・ド・ルクセンブルク総合優勝 コッパ・プラッキ優勝 グランプリ・フュルミ優勝
- 1994年 ジロ・デ・イタリア区間1勝
- 1995年 ツール・ド・フランス区間1勝 リーズ・インターナショナルクラシック優勝
- 1996年 パリ～ニース区間1勝 アトランタオリンピック銅メダル
- 1998年 ドフィーネ・リベレ区間2勝
- 2000年 ジロ・デ・ラツィオ優勝